# Thiên hoàng Suinin
Thiên hoàng Suinin (垂仁天皇, Suinin-tennō, Thùy Nhân Thiên hoàng) là vị Thiên hoàng thứ 11 của Nhật Bản theo Danh sách Thiên hoàng truyền thống..

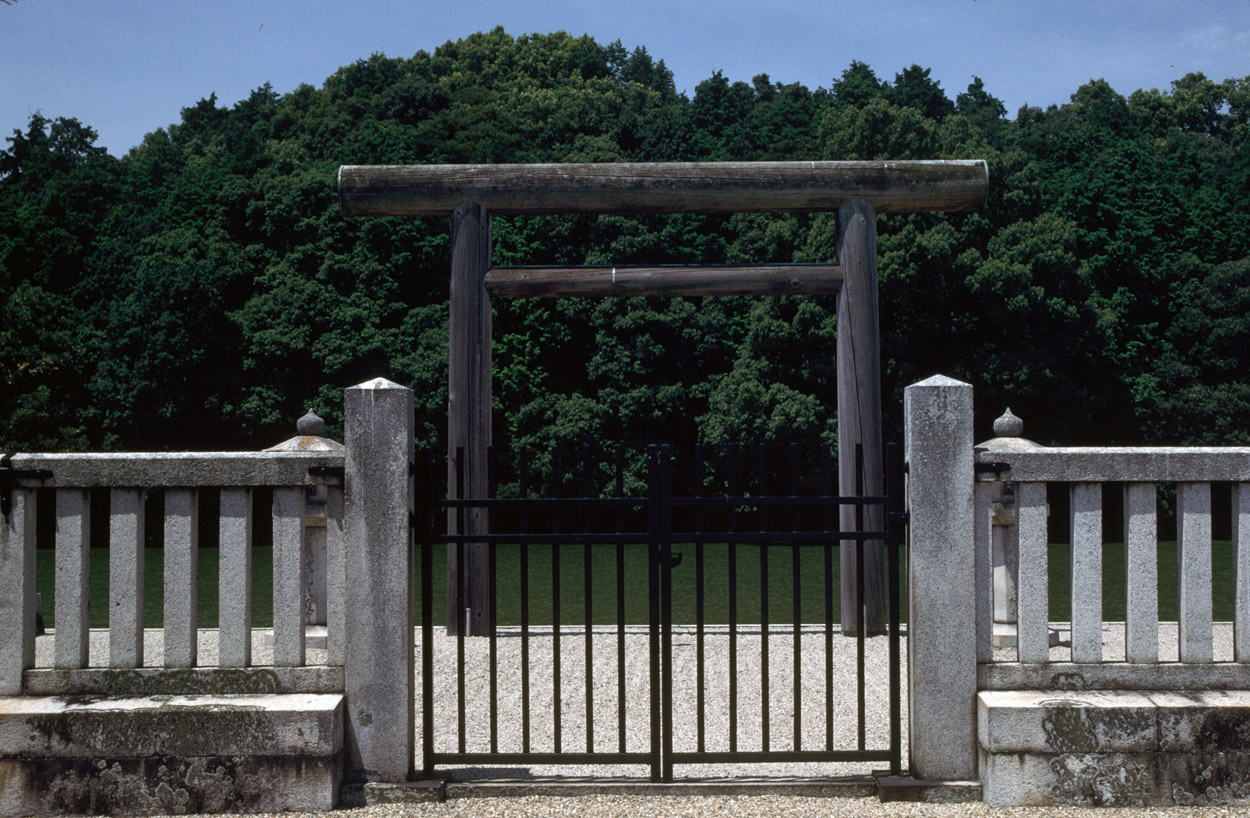
Mộ (misasagi) của Thiên hoàng Suinin, tỉnh Nara

Không có ngày tháng chắc chắn về cuộc đời và triều đại của vị Thiên hoàng này. Suinin được các nhà sử học coi là một "Thiên hoàng truyền thuyết" vì thiếu thông tin về ông, mà cũng không thể phủ định được việc một người như thế đã từng tồn tại. Hơn nữa, các học giả chỉ biết than thở rằng, ở thời điểm này, không có đủ các bằng chứng để nghiên cứu và thẩm tra kỹ càng hơn.
Truyền thuyết kể lại rằng khoảng 2.000 năm trước, Thiên hoàng Suinin ra lệnh cho con gái mình, Công chúa Yamatohime-no-mikoto, ra đi và tìm kiếm một vị trí cố định để tổ chức lễ tế Thiên Chiếu Đại Thần Amaterasu Omikami. Sau 20 năm tìm kiếm, bà dừng chân lại tại vùng Ise, xây dựng Thần cung Ise.
Nihonshoki ghi lại rằng trận đấu vật của Nomi no Sukune và Taima no Kehaya được tổ chức vào thời kỳ này, là nguồn gốc của Sumai (Sumo). Người Nhật theo truyền thống chấp nhận sự tồn tại của ông vua này trong lịch sử, và một misasagi hay lăng mộ của Suinin hiện vẫn còn; tuy vậy, không có ghi chép đương thời hiện có nào được khám phá có thể xác nhận quan điểm rằng nhân vật lịch sử này đã thực sự làm vua.
Các thế hệ sau này có thể đã tính cả cái tên này vào danh sách các Thiên hoàng Nhật Bản, do đó, biến ông trở thành một vị Thiên hoàng, một trong những ông vua đầu tiên đồng thời là tổ tiên của Hoàng gia Nhật Bản, đã liên tục ngồi trên ngai vàng kể từ thời đó. Nếu ông có thật, vào thời đó, danh xưng tenno (Thiên hoàng) vẫn chưa được sử dụng, và chính thể mà ông có lẽ đã cai trị cũng không bao gồm toàn bộ hay thậm chí là phần lớn Nhật Bản. Trong sử ký bao gồm cả những người tiếp nối ông trong thời kỳ đã có sử, có lý do để kết luận rằng Suinin, nếu ông tồn tại thật, có thể chỉ là một tù trưởng hay vua của một vùng vào đầu xã hội bộ lạc Yamato.
Nhà sư Jien ghi lại rằng Suinin là con trai thứ ba của Thiên hoàng Sujin, và ông ngự tại điện Tamaki-no-miya ở Makimuku, ngày nay là tỉnh Yamato. Jien cũng giảng giải rằng trong thời kỳ trị vì của Thiên hoàng Suinin, Trai Vương (Saiō, hay còn gọi là saigū, tức Đại tư tế) được cử đến điện Ise, nay thuộc tỉnh Ise.
Thụy hiệu của ông là Suinin tenno (Thùy Nhân Thiên hoàng). Không nghi ngờ gì nữa, cái tên này có dạng Trung Quốc và hàm ý của Phật giáo, nghĩa là nó phải được hợp thức hóa hàng thế kỷ sau thời Suinin, có lẽ là dưới thời huyền thoại về nguồn gốc của triều đại Yamato được biên soạn thành sử ký với cái tên Kojiki.[2]
Mặc dù nơi an nghỉ cuối cùng của vị Thiên hoàng truyền thuyết này vẫn còn chưa biết, lăng mộ hoàng gia chính thức của vua Suinin ngày nay có thể đến thăm tại Nishi-machi, Amagatsuji, thành phố Nara. Lăng mộ Hoàng gia kiểu kofun này đặc trưng cho hòn đảo hình lỗ khóa trong một con mương rộng đầy nước.